# 伏水碎米荠
伏水碎米荠（学名：Cardamine prorepens）为十字花科碎米荠属的植物。分布于西伯利亚、朝鲜以及中国大陆的黑龙江、吉林、内蒙古等地，生长于海拔200米至1,710米的地区，常生长在林内河边、山沟、溪边或山顶草原湿地，目前尚未由人工引种栽培。